# Taiwan op de Olympische Winterspelen 1976
Tijdens de Olympische Winterspelen van 1976, die in Innsbruck (Oostenrijk) werden gehouden, nam Taiwan voor de tweede keer deel.

## Deelnemers en resultaten

### Alpineskiën
| Olympiër      | Discipline       | Resultaat | Prestatie                          |
| ------------- | ---------------- | --------- | ---------------------------------- |
| Chen Yun-Ming | reuzenslalom (m) | 52e       | 5.23,28 (+1.56,31) 2.39,82+2.43,46 |
| Chen Yun-Ming | slalom (m)       | dnf-1     | opgave run 1                       |

### Biatlon
| Olympiër      | Discipline | Resultaat | Prestatie                                       |
| ------------- | ---------- | --------- | ----------------------------------------------- |
| Ueng Ming-Yih | 20 km (m)  | 50e       | 1:42.09,37 (+27.57,11) pen.: 10 (4 / 2 / 1 / 3) |
| Shen Li-Chien | 20 km (m)  | 51e       | 1:58.32,91 (+44.20,65) pen.: 9 (2 / 3 / 2 / 2)  |

### Langlaufen
| Olympiër        | Discipline | Resultaat | Prestatie              |
| --------------- | ---------- | --------- | ---------------------- |
| Ueng Ming-Yih   | 15 km (m)  | 73e       | 57.02,75 (+13.04,28)   |
| Liang Reng-Guey | 15 km (m)  | 76e       | 1:06.02,79 (+22.04,32) |
| Shen Li-Chien   | 15 km (m)  | 77e       | 1:06.45,77 (+22.47,30) |

### Rodelen
| Olympiër                        | Discipline | Resultaat | Prestatie                                                    |
| ------------------------------- | ---------- | --------- | ------------------------------------------------------------ |
| Shieh Wei-Cheng                 | mannen     | 34e       | 3.45,200 (+17,512) (56,256 / 56,213 / 56,914 / 55,817)       |
| Huang Liu-Chong                 | mannen     | 38e       | 5.22,646 (+1.54,958) (55,405 / 1.42,821 / 1.49,520 / 54,900) |
| Shieh Wei-Cheng Huang Liu-Chong | dubbel     | 21e       | 1.31,378 (+5,774) (45,745 / 45,633)                          |

Andorra · Argentinië · Australië · België · Bondsrepubliek Duitsland · Bulgarije · Canada · Chili · Duitse Democratische Republiek · Finland · Frankrijk · Griekenland · Groot-Brittannië · Hongarije · IJsland · Iran · Italië · Japan · Joegoslavië · Libanon · Liechtenstein · Nederland · Nieuw-Zeeland · Noorwegen · Oostenrijk · Polen · Roemenië · San Marino · Sovjet-Unie · Spanje · Taiwan · Tsjecho-Slowakije · Turkije · Verenigde Staten · Zuid-Korea · Zweden · Zwitserland